# Adam Gawęda
Adam Gawęda (ur. 3 listopada 1967 w Rydułtowach) – polski polityk, górnik, ekspert w zakresie polityki surowcowej i energetycznej, poseł na Sejm VI i IX kadencji, senator IX kadencji, w 2019 sekretarz stanu w Ministerstwie Energii, w latach 2019–2020 sekretarz stanu w Ministerstwie Aktywów Państwowych.

## Życiorys
Z wykształcenia magister inżynier górnik. Ukończył studia na Wydziale Górnictwa i Geologii Politechniki Śląskiej.
Pracował w Kompanii Węglowej. Od 1994 do 2007 pełnił funkcje kierownicze, był koordynatorem Biura Strategii, koordynatorem Zespołu Zarządzania Środkami Produkcji w Centrum Wydobywczym Południe, pełnomocnikiem dyrektora ds Systemów Zarządzania Jakością, szefem inwestycji i ochrony środowiska, zastępcą kierownika służby strzałowej, nadsztygarem górniczym, zastępcą kierownika robót górniczych. Wcześniej pracował na stanowiskach nadgórnika, sztygara zmianowego i starszego inspektora przygotowania produkcji w KWK Rydułtowy-Anna.
W latach 1998–2007 zasiadał w radzie powiatu wodzisławskiego, w 1998 został wybrany z listy Unii Wolności, a w 2002 i 2006 z ramienia komitetu Forum Samorządowe. Od 2002 pełnił funkcję wiceprzewodniczącego tego gremium.
W wyborach parlamentarnych w 2007 został wybrany na posła VI kadencji z listy Prawa i Sprawiedliwości. Startował w okręgu rybnickim, uzyskując 7757 głosów. W listopadzie 2010 wystąpił z PiS i przystąpił do nowo utworzonego klubu parlamentarnego Polska Jest Najważniejsza. Został później także działaczem partii o tej nazwie. W 2011 nie uzyskał reelekcji w wyborach parlamentarnych. Po rozwiązaniu PJN należał do Polski Razem.
W 2014 bezskutecznie kandydował na prezydenta Wodzisławia Śląskiego (jako bezpartyjny kandydat z KW PiS), uzyskał natomiast z ramienia Prawa i Sprawiedliwości mandat radnego sejmiku śląskiego. Wstąpił potem ponownie do PiS.
W 2015 wystartował do Senatu z ramienia PiS w okręgu nr 72. Został wybrany na senatora, otrzymując 69 014 głosów. W 2019 był przewodniczącym Komisji Gospodarki Narodowej i Innowacyjności. Prowadził biuro senatorskie w Wodzisławiu Śląskim.
15 lipca 2019 został sekretarzem stanu w Ministerstwie Energii, a także pełnomocnikiem rządu do spraw restrukturyzacji górnictwa węgla kamiennego.
W wyborach parlamentarnych w 2019 kandydował z listy PiS do Sejmu w okręgu nr 30, otrzymując 26 291 głosów i uzyskując mandat posła IX kadencji. Biuro poselskie również otworzył w Wodzisławiu Śląskim. W listopadzie 2019, po przekształceniach w strukturze ministerstw, przeszedł na funkcję sekretarza stanu w Ministerstwie Aktywów Państwowych. 27 marca 2020 został odwołany z tej funkcji. W 2023 nie otrzymał miejsca na listach PiS do parlamentu, nie wystartował w wyborach w tym samym roku.

## Życie prywatne
Mąż Ewy Gawędy.

## Kontrowersje
W 2023 został oskarżony o wywieranie wpływu na pracownika policji z Wodzisławia Śląskiego. 7 grudnia 2023 został zatrzymany przez funkcjonariuszy Centralnego Biura Antykorupcyjnego, a następnie tymczasowo aresztowany m.in. w związku z podejrzeniem przyjęcia korzyści majątkowej. W marcu 2024 sąd rejonowy w Wodzisławiu Śląskim na wniosek Prokuratury Krajowej przedłużył areszt o kolejne trzy miesiące.

## Wyróżnienia
- stopień generalnego dyrektora górnictwa (2019)[21]